# Jaime Itlmann
Jaime Itlmann Reitich (ur. 14 lipca 1924 w Santiago, zm. 19 listopada 2005 w Buenos Aires) – chilijski lekkoatleta, sprinter.
Podczas igrzysk olimpijskich w Londynie (1948) odpadł w eliminacjach na 400 metrów (z czasem 51,5) oraz w sztafecie 4 × 400 metrów (z czasem 3:23,8).
Srebrny medalista igrzysk panamerykańskich w sztafecie 4 × 400 metrów (1951).

## Rekordy życiowe
- Bieg na 400 metrów – 48,7 (1947)